# 巢鴨新田停留場
巢鴨新田停留場（日语：／ Sugamo-shinden teiryūjo */?）是一個位於東京都豐島區西巢鴨一丁目，屬於荒川線的停留場。

## 歷史
- 1911年（明治44年）8月20日：開業。

## 停留場構造
對向式月台2面2線的地面車站。
| 月台 | 路線                   | 方向 | 目的地                             |
| ---- | ---------------------- | ---- | ---------------------------------- |
| 東側 | 都電荒川線（東京櫻電） | 上行 | 大塚站前、東池袋四丁目、早稻田方向 |
| 西側 | 都電荒川線（東京櫻電） | 下行 | 王子站前、町屋站前、三之輪橋方向   |

## 相鄰停留場
東京都交通局
 都電荒川線（東京櫻電）
大塚站前（SA 23）－巢鴨新田（SA 22）－庚申塚（SA 21）

## 外部連結
- 巢鴨新田停留場 （页面存档备份，存于） - 東京都交通局